# Ellendale (Dakota Północna)
Ellendale – miasto w Stanach Zjednoczonych, w stanie Dakota Północna, stolica hrabstwa Dickey. W 2008 liczyło 1 491 mieszkańców.